# Pavel Bém
Pour les articles homonymes, voir Bem.
Pavel Bém, né le 18 juillet 1963 à Prague, est un médecin, psychiatre et homme politique tchèque, membre du parti démocratique civique (ODS). Du 28 novembre 2002 au 30 novembre 2010, il est le maire de Prague.